# Każdy nowy dzień
Każdy nowy dzień – singel polskiego rapera Young Igiego. Singel został wydany 13 lutego 2020 roku. Tekst utworu został napisany przez Igora Ośmiałowskiego.
Nagranie uzyskało certyfikat złotej płyty w 2020 roku.
Singel zdobył ponad 4 miliony wyświetleń w serwisie YouTube (2023) oraz ponad 5 miliony odsłuchań w serwisie Spotify (2023).

## Nagrywanie
Utwór został wyprodukowany przez Clearmind i SHDØW. Za mix/mastering utworu odpowiada Rafał Smoleń. Tekst do utworu został napisany przez Igora Ośmiałowskiego.

## Twórcy
- Young Igi – słowa[1]
- Igor Ośmiałowski – tekst[1][2]
- Clearmind, SHDØW – produkcja[1]
- Rafał Smoleń – mix/mastering[1][2]